# Evagetes pectinipes trispinosus
Evagetes pectinipes trispinosus é uma subespécie de insetos himenópteros, mais especificamente de vespas pertencente à família Pompilidae.
A autoridade científica da subespécie é Kohl, tendo sido descrita no ano de 1886.
Trata-se de uma subespécie presente no território português.